# 11 Pułk Huzarów (austro-węgierski)

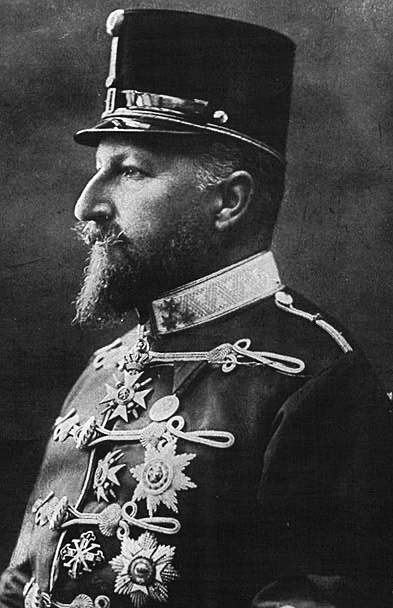
Ferdynand Koburg-Koháry, szef pułku 1 listopada 1886–6 lipca 1887

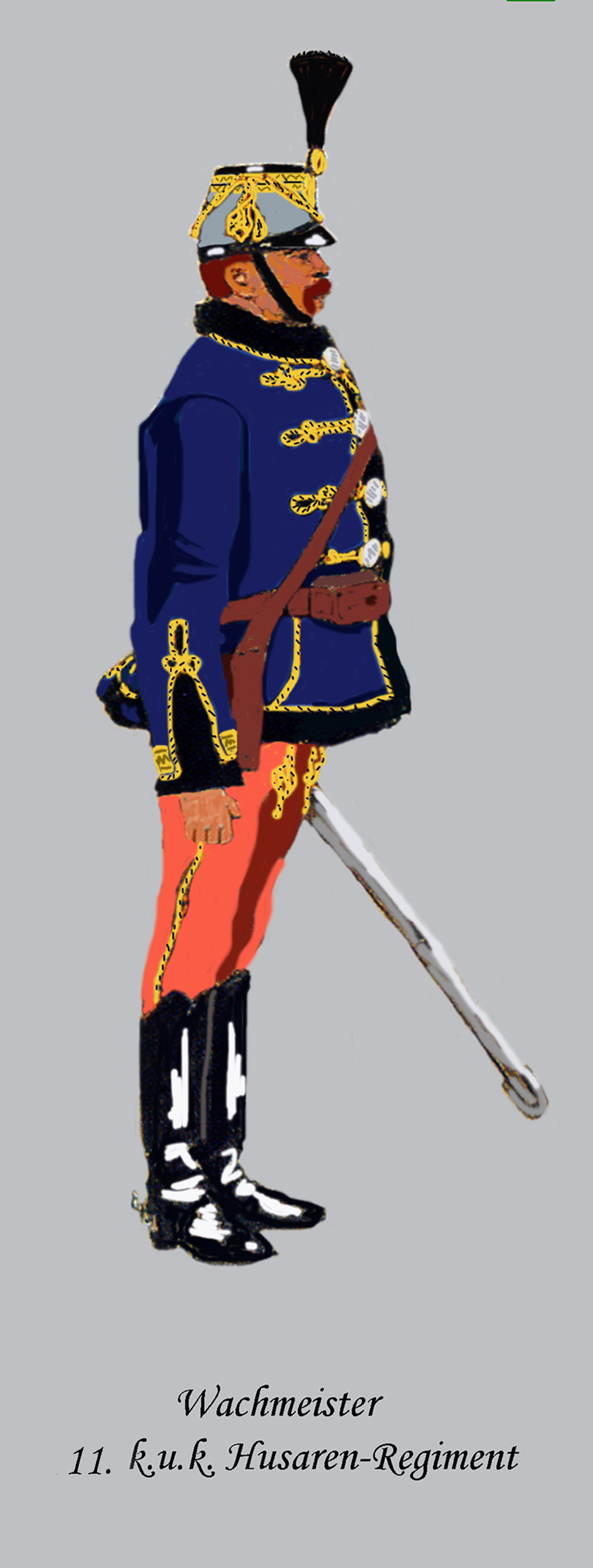
Wachmistrz HR. 11

Pułk Huzarów Ferdynanda I Króla Bułgarii Nr 11 (HR. 11) – pułk kawalerii cesarskiej i królewskiej Armii.
Pełna nazwa niemiecka: Husarenregiment Ferdinand I. König der Bulgaren Nr 11.
Data utworzenia: 1762 rok.
Szef pułku: król Bułgarii Ferdynand I Koburg.
Żołnierze nosili attylę ciemnoniebieską, a guzy do pętlic („oliwki”) były srebrne; czako –  popielate.

## Skład etatowy
Dowództwo
Służby pomocnicze:
- pluton pionierów
- patrol telegraficzny
- służba zapasowa

2 × dywizjon
- 3 × szwadron po 117 dragonów

Pełny etat: 37 oficerów i 874 podoficerów i żołnierzy.

## Dyslokacja w 1914 roku
Dowództwo i I dywizjon – Łańcut, II dywizjon – Przemyśl.

## Przydział w 1914 roku
X Korpus, 14 Brygada Kawalerii.